# Graff Diamonds
Graff es una empresa británica multinacional de joyería con sede en Londres. Fue fundada por el joyero británico Laurence Graff en 1960. Es una compañía verticalmente integrada, que controla el diseño, la fabricación y la distribución minorista de los productos de joyería y de relojería que comercializa.

## Premios
Graff fue el primer joyero en recibir el Premio de la Reina a la Industria y la Exportación (posteriormente conocido como el Premio de la Reina a la Iniciativa), otorgado en 1973. Hasta 2014, la empresa había recibido este premio en otras cuatro veces.

## Origen
Graff está adherida al Proceso de Kimberley, y nunca compra ni comercializa conscientemente diamantes en bruto procedentes de zonas donde esto pueda fomentar conflictos o sufrimiento humano. La mayoría de los diamantes de Graff llevan grabados a láser números de seguimiento únicos del Gemological Institute of America (GIA), que, aunque invisibles a simple vista, permiten rastrear su origen. Los procesos de corte y pulido de Graff se llevan a cabo en Johannesburgo por la South African Diamond Corporation, una división de Graff.

## Piezas destacadas

### Diamantes
Los diamantes Windsor Yellows fueron adquiridos por Laurence Graff en 1987 en Ginebra, durante la subasta de las joyas pertenecientes a Wallis Simpson, duquesa de Windsor, que fue fotografiada a menudo luciéndolos. Son un par de clips de diamantes amarillos de fantasía en forma de pera, de 51,01 y 40,22 quilates. "También compré otro par de clips que habían sido propiedad de la duquesa", explicó Laurence Graff. "Por supuesto, necesitaban ser tallados de nuevo para que alcanzaran su máximo potencial. Compré los cuatro, los volví a pulir y finalmente hice los pendientes Windsor".
El diamante Paragon fue adquirido por Graff en 1989. El Paragon es un diamante de 137,82 quilates con talla de siete caras, y fue lucido como parte de un collar de diamantes redondos, rosas, azules y amarillos por Naomi Campbell en 1999.
El diamante Promesa de Lesoto se adquirió como una piedra en bruto de 603 quilates por 12,4 millones de dólares en 2006. Fue tallado por un equipo de 35 personas mediante láseres controlados por computadora para obtener 26 diamantes D-flawless, totalizando 223,35 quilates, el mayor rendimiento obtenido de un solo diamante.
El diamante Wittelsbach es una piedra de fantasía de color azul profundo y 31,06 quilates, con una claridad interna impecable, adquirido por Laurence Graff en 2008 por 16,4 millones de libras.
El Delaire Sunrise, con 118,08 quilates, es el diamante amarillo intenso fantasía de talla esmeralda cuadrada más grande del mundo. Descubierto en 2008 en una mina aluvial de Sudáfrica, el diamante en bruto pesaba 221,81 quilates. Cuando Laurence Graff presentó el diamante terminado, lo bautizó como "Delaire Sunrise".
El Graff Pink fue adquirido por Graff en noviembre de 2010. Un diamante rosa con clasificación de tipo IIa y talla esmeralda modificada, perteneció a una colección privada durante más de 60 años. Presentaba 25 defectos naturales. El diamante retallado de 23,88 quilates mostró un nuevo color, y mayor claridad, con una impecable estructura interna.
El Sultán Abdul Hamid II es un diamante amarillo claro de 70,54 quilates, adquirido por Graff en 1981. Se ha sugerido que esta piedra podría haber sido tallada s partir de "El Otomano I", que originalmente perteneció a Solimán el Magnífico de Turquía.
El diamante Graff Lesedi La Rona, una piedra de color D de alta claridad y 302,37 quilates de peso, se talló con corte esmeralda. Es la piedra principal tallada a partir del diamante Lesedi La Rona, adquirido por Graff en 2017 y tallado en 2019. El tallado de la piedra en bruto también produjo 66 piedras más pequeñas. Según Graff, esta piedra es el diamante más grande, de mayor claridad y color jamás clasificado por el Instituto Gemológico de América (GIA).

### Joyería
Un broche con forma de pavo real, presenta un despliegue de plumas de cola en abanico diseñada a partir de una serie de diamantes de colores. Un total de 120,81 quilates de diamantes adornan el broche, que mide poco más de 10 cm. En el centro del broche se encuentra un diamante azul intenso de 20,02 quilates en forma de pera. La pieza también cuenta con un cierre adicional en la parte trasera, que permite extraer el diamante azul central y llevarlo de dos maneras.
Esta pieza se presentó en 2013 con un precio de 100 millones de dólares. En 2015, el broche se había vendido por 120 millones de dólares.
El reloj Hallucination se presentó en el Baselworld de 2014, y Graff lo declaró el reloj más caro creado, con un precio de 55 millones de dólares. Está hecho con 110 quilates de diamantes de colores y tiene un movimiento de cuarzo.

## Ubicaciones
Graff cuenta con más de 50 tiendas en todo el mundo. Su primera tienda fuera del Reino Unido se ubicó en el Hôtel de Paris de Mónaco, en el año 2000. Su boutique más grande se encuentra en la calle de Saint-Honoré de París, la segunda tienda de la firma en la ciudad.
También dispone de oficinas corporativas en Londres, Nueva York, Ginebra, Hong Kong y Tokio.

## Robos
Graff ha sido víctima de varios robos.
En 1980, dos gánsters residentes en Chicago, armados con una pistola y una granada de mano, robaron joyas valoradas en 1,5 millones de libras del local de Sloane Street. Los dos miembros de la mafia estadounidense, Joseph Scalise y Arthur Rachel, que tardaron "menos de un minuto" en cometer el crimen, fueron detenidos once horas después en los Estados Unidos y extraditados a Inglaterra, donde fueron juzgados, condenados y encarcelados durante nueve años. Su botín incluía el diamante Marlborough de 26 quilates, valorado en 400.000 libras en aquel momento, y que nunca se ha recuperado.
En 1993, el taller de Hatton Garden de la firma fue asaltado, sustrayéndose joyas valoradas en 7 millones de libras. El robo se atribuyó a un grupo de ladrones armados conocido como la Banda de los Rascals debido a las furgonetas Suzuki Carry que utilizaban.
En 2003, el local de New Bond Street fue asaltado por dos hombres de la red internacional de ladrones de joyas conocidos como los Pink Panthers, que robaron 47 piezas de joyería valoradas en 23 millones de libras.
En 2005, tres ladrones armados robaron joyas valoradas en 2 millones de libras del local de Sloane Street.
En 2007, dos ladrones, que llegaron al local de Sloane Street en un Bentley Continental Flying Spur con chófer, amenazaron al personal a punta de pistola y robaron joyas valoradas en 10 millones de libras. Ese mismo año, el local de Graff en Wafi City, Dubái, fue nuevamente blanco de los Pink Panthers, que utilizaron dos coches Audi A8 para llevar a cabo un alunizaje. Se robaron joyas valoradas en 2,4 millones de libras, aunque posteriormente se recuperaron cuando dos miembros de la banda, ambos serbios, fueron detenidos.
En el atraco de Graff Diamonds de 2009, ocurrido el 6 de agosto, dos ladrones armados robaron 43 artículos con un valor total de casi 40 millones de libras. Se cree que fue el mayor robo de gemas en Gran Bretaña en ese momento, y el segundo mayor robo en el Reino Unido después del Asalto al depósito de Securitas en Kent en 2006, donde se sustrajeron joyas por un valor de 53 millones de libras.